# ファミリーナンバー
ファミリーナンバー（Family Number）とは、サラブレッドの分類方法の1つ。それぞれ属する牝系ごとに1から74号などの番号が付けられており、同じファミリーナンバーに属する馬なら全て同じ基礎牝馬に遡ることができる。例えばオルフェーヴル（8号族のc分枝）とニジンスキー（8号族のf分枝）はどちらも20-30代遡れば17世紀のバストラーメア（Bustler Mare）と呼ばれる一頭の牝馬にたどり着く。
ウィキペディアでは今のところファミリーナンバーを競走馬の血統表の右下か、血統表の母系の欄に記している。例えばナリタブライアンの血統表の母系の欄にFN:13-aと記されているが、これは13号族のa分枝という意味である。スペースの関係からF.13a等のように表記している箇所もある。

## 歴史
1895年、オーストラリアのブルース・ロウ（Bruce Lowe）は著書『フィギュアシステムによる競走馬の生産』の中で、当時のサラブレッドをイギリスのジェネラルスタッドブックの1巻に記載されている牝馬（ロイヤルメア）まで母方を遡り、イギリスの根幹競走であるエプソムダービーとセントレジャーステークスとオークスの優勝馬の数が多い系統順に並べ、多いものから1～43号の番号（フィギュア）をつけた。そして特に優れた競走馬が多く属する系統として1～5号を競走族、優れた種牡馬が多く属する3・8・11・12・14族を種牡馬族と呼び、必ずしも競走能力の優秀さと種牡馬能力の優秀さが相関関係にないことを明らかにした。
1953年に、ポーランド人のカジミエシュ・ボビンスキー（Kaziemierz Bobinski）がこのファミリーナンバーに基づいて過去からそれまでのすべての系統を網羅した『ファミリーテーブル』を著し、世界中の主要競走の優勝馬の血統と主な成績を牝系別に示した。彼とその後の研究により、ファミリーナンバーは2006年3月時点で74号までが確認されているが、公式に認められているのは51号まで。1745年生まれのセリマのように、その後の研究によって別のファミリーに属するとしてファミリーナンバーが変更になったものもある。
ボビンスキーは1～23号の子孫はあまりにも増えたため、アルファベットをつけて細分化し、1号族はaからwまでに分けた。qとvは欠番となっている。これらを通常「1-a」、「1-b」、「1-c」のように表す。現在は、通常これらの系統が分岐する牝馬の名をつけて呼称し、もともとの1号族まで遡って系統をひとくくりにすることは稀である。たとえば14号族は14-aから14-fまでに分かれ、このうち14-cは1901年生まれのプリティーポリーを祖とすることから「プリティーポリー系」と呼ぶ。またこの子孫も分化が進んでいることから、「ノーザンテーストの母レディヴィクトリアは、プリティーポリー系（14-c族）の分岐の一つで、シスターサラを経てモリーデスモンドに遡る系統」などと表現する。アメリカでは、ボビンスキー以降に繁栄して拡大した牝系にアルファベットを追加して付与することも検討されているが（具体的にはラトロワンヌの系統を1-xとすること）、ファミリーテーブルの第4版ではこの追加はなされていない。
アメリカでは南北戦争の混乱期に血統書が失われたりしてジェネラルスタッドブックに遡ることができない系統もあり、アメリカ独自のアメリカンスタッドブックを元に分類されている。これらの系統はアメリカンナンバーとしてAをつけて表し、A1からA37までが公式に認められている。そのほかA38、A39、a40からa79までが未公認の系統として存在する。なお、A4ファミリーはこれらの牝系の中で最も成功しているが、実は21号族の牝馬に遡るというのが有力な説となっている。
オーストラリアとニュージーランド及び南アフリカではアメリカ同様にジェネラルスタッドブックに遡れない系統はコロニアルナンバーとしてCをつけて表し、C1からC35が公式に認められている。そのほかc36からc72までが未公認の系統として存在する。
このほか、イギリスの半血馬の血統書に遡るB1からB26（ブリティッシュ・ハーフブレッド）、アルゼンチンのAr1、Ar2、ポーランドのP1、P2、ウルグアイのUr1の系統が公式に存在する。日本にも濠サラの子孫などの独自の系統が存在するが、国際的に公式な系統として認められていないため、番号による分類はされていない。これらの系統は国際血統書委員会（International Stud Book Committee）が管理をしている。

## 意味
ブルース・ロウが創出した競走族や種牡馬族といった概念は、現在ではほとんど重要視されない（競走族の2号族からノーザンダンサーなどの大種牡馬が出現したり、2号族（競走族）と8号族（種牡馬族）のミトコンドリアDNA (mtDNA) が同じだったりする）。また、彼の分類によれば、ファミリーナンバーが小さいほど優れた競走能力を示すサラブレッドが多く、43号族が最も劣ることになるが、理論の発表から100年以上もたった現在ではファミリーナンバーの数字の大小と競走能力の相関関係はほとんど重要視されない。現在では勢力順位の入れ替わりも見られ、ブルース・ロウ当時の勢力（頭数ベース）は2号族>3号族>1号族（クラシック勝利数ベースだと1号族>2号族>3号族）であったが、1995年現在、1号族>9号族>4号族となっている（1号族はここ250年ほどに亙って常に拡大傾向にあり、全サラブレッドに占める割合は20%に近づきつつある）。
一方で、細胞質は母から子へのみ伝わることが明らかになると、「持久力の原動力はミトコンドリアをはじめとする細胞質である」として、ファミリーを重要視する者もいる。サラブレッドを含むイエウマ (Equus caballus) のゲノムは、31対の常染色体とX染色体、Y染色体、mtDNAの、計約2.7GbpのDNAより構成されるが、この内mtDNA (16.7kbp) が母系に付随して継承されることが分かっている。mtDNA上には核遺伝子（ゲノムサイズ約2.7Gbp、ORF約2.1万（解析途中の概算））に比べると非常に小さいものの、その環状DNA中にはATP合成に関わる13種のタンパク質、それらタンパク質の合成に関与する24種の非コードRNAが含まれており、実際にこれらのハプロタイプが能力に影響するかもしれないとする研究例もある。ただし20-35%程度の割合で系図に誤りが見つかっていることから、ハプロタイプ=ファミリーナンバーがそのまま適用できるわけではないという問題がある。
いずれにせよ、ファミリーナンバーはサラブレッドを整理分類する上で非常に便利なため、広く普及している。